# 藤田リナ
藤田 リナ（ふじた りな、1973年6月2日 - ）は、日本の元AV女優。

## 略歴
1993年に「ピクピクマンホール」で、アリスJAPANからAVデビュー。

## 人物
趣味:AV鑑賞。

## 出演作品

### アダルトビデオ（単体作品）
1993年
- ピクピクマンホール（11月5日、アリスJAPAN）※デビュー作
- 赤い衝撃 のたうちまわる指使い（12月3日、アリスJAPAN）
- ランジェリー・コレクション 16 新堂有望・水島沙織・藤田リナ（12月10日、英知出版）

1994年
- 極上まんだら 絶叫連鎖反応（1月21日、アリスJAPAN）
- 女尻（2月18日、アリスJAPAN）
- 監禁ランジェリークイーン 7（3月11日、シャイ企画）
- 淫女（3月1日、サクセス・ビデオ・コミュニティー SVC-3087）
- アレがほしいの（4月15日、ファイブスター）
- H秘書はナマがお好き 13（4月22日、シェール）
- ひとりにさせないで！（5月5日、ホップビデオ）
- 女体解剖白書 Gスポットを探せ（5月7日、笠倉出版社）
- ガンガン突いてッ!! イソギンチャク名器（5月31日、アテナ映像）
- 性感淫ら天使（6月、オーケイ出版社 OKV02-16）
- ボディー・パッション（7月1日、サクセス・ビデオ・コミュニティー）
- 桃尻ブルマー（7月10日、桜桃書房）
- カム・カム・マイホール（7月30日、アトラス21）
- NEO出血大制服 2（8月27日、アトラス21）
- マクロアップ！ わがまま名器（9月21日、アトラス21）
- 沢木和也のナンパ帝国スペシャル AVギャルの逆ナンパ 藤田リナ 姫ノ木杏奈 稲葉めい（10月14日、アトラス21）全3名
- こんな娘でゴメンナサイ（11月12日、VIP）
- ジーザス栗と栗鼠スーパースタースペシャル（12月21日、Ｖ＆Ｒプランニング）
- 背徳の美肉（12月、T.P.S TP-608）※「ひとりにさせないで！」を再編集したもの

1995年
- 誘われて濡れ心地（2月7日、VIP）
- 藤田リナとしてみませんか？（2月12日、Ｖ＆Ｒプランニング）
- 名器のぬくもり（5月、アトラス21）
- 奴隷女教師 色情牝飼育（8月11日、シネマジック）

1996年
- 暴れる乳首 自動腰回転人形（パパイア工房 IPP-006）

発売年不明
- 藤田リナか女子校生尾行か（? INF-009）

### アダルトビデオ（編集もの、BESTもの ほか）
- ナース物語 濡れた茂み 2（1994年9月2日、笠倉出版社）全8名
- 若奥様桃色日記 卑弥呼・岡崎美女・藤田リナ・西野美緒・本木まり子（1994年9月24日、笠倉出版社）全5名
- 女尻8連発 尻尻尻のオンパレード（1994年10月7日、アリスJAPAN）全8名
- ヤンママは同級生 2 安藤有里・卑弥呼・藤谷しおり・樹マリ子・藤田リナ（1994年、ファイブスター FV-9014）全5名
- 性豪スペルマ天国 8 安藤有里・高野ひとみ・卑弥呼・藤谷しおり・藤田リナ（1994年、ファイブスター FV-9008）全5名
- THE アイドルコレクション 2（1995年2月11日、アテナ映像）全10名
- 美麗奴倶楽部 2（1995年2月13日、笠倉出版社）全8名
- NEO出血大制服 スーパーコレクション（1995年7月29日、アトラス21）全10名
- 潮吹き美女館（1995年10月9日、笠倉出版社）全8名
- 監禁ランジェリークィーンヒストリー（1995年10月21日、シャイ企画）全10名
- おしゃぶりスペシャル 新・咥え上手な乙女たち（1995年11月10日、シネマジック）全7名
- H秘書はナマがお好きスペシャル PART2（1995年11月18日、シェール）全4名
- アダルトビデオ100連発！！ シネマジック編（1996年1月1日、シネマジック）多数出演
- 奴隷女教師スペシャル 3 生徒の知らない私の秘密（1996年7月19日、シネマジック）全5名
- ブルセラ伝説（1998年1月1日、メディアバンク）全20名
- 悩殺バニー 騙されて… 藤田りな 美雪ちか（1998年10月30日、キュー・プランニング）
- NEO 出血大制服 完全版 2（2001年2月9日、アトラス21）全22名
- ジーザス栗と栗鼠外伝　涙とスペルマ20人スペシャル（2002年12月21日、Ｖ＆Ｒプランニング）全20名
- PLEASE FUCK ME…（バリーズ BLD-008）DVD 全3名

### アダルトDVD
- ブルセラエンジェル（2000年2月25日、メディアバンク）多数出演
- ぶっかけ王 ガチンコ 150発! 浅間夕子・中山美里・寺崎泉・浅井理恵・藤田リナ 他 全15名（12月21日、V&Rプランニング）
- 続･監禁ランジェリークィーン THE DVD（2002年9月27日、シャイ企画）全5名
- NEO出血大制服ノーカット Vol.1（2003年5月30日、アトラス21）全4名
- LEGEND GIRLS 3（2004年11月5日、エッチアールシー）全5名
- NEO出血大制服ノーカット Vol.1 永久保存版 リバイバル版（2014年6月30日、アトラス21）全4名
- 1990年代シネマジック 蔵出し映像セレクション（2018年3月19日、シネマジック）多数出演

## 書籍

### 写真集
- 熱帯伝説 葉月えりな・藤田リナ・里美リカ ほか（1994年1月10日、海王社）撮影:木村智哉 ISBN 9784877240042
- 制服「痴漢電車」（1994年3月25日、マドンナ社）撮影:米本光穂 ISBN 9784576940441
- W.LOVERS 本格官能レズビアン寫眞集 秋元実花・藤田リナ（1994年5月10日、ハートデラックス/桜桃書房）撮影:上野いさむ ISBN 9784756700995
- FOUR-SEASONS 美少女たちの四季 16 Girls in Hair nude Photo Collection 日吉亜衣・水沢早紀・藤田リナ ほか 全16名（1994年11月15日、司書房）撮影:横山こうじ

### 雑誌
- マスカットノート 1994年1月号（大洋書房）
- 魅惑のランジェリー 1994年1月号（光彩書房）
- ギャルズ通信 1994年2月号（日本出版社）
- ザ・ベストヌードセレクション THE SPARK GIRLS Vol.3（1994年5月1日、KKベストセラーズ）
- SUPER GALS NOW 1994年5月号（シュベール出版）
- GALS COLLECTION NO.23（1994年6月10日、日本出版社）
- オレンジ通信 1994年7月号（表紙）（東京三世社）
- PHOTO SHOT Vol.6（1995年1月10日、英知出版）
- Super Shot 完全保存版（1995年4月15日、英知出版）
- 美少女D CUP（1995年6月25日、桃園書房）

## 出演
- ギルガメッシュないと
- タモリ倶楽部

## ゲーム
- セクシーアイドル麻雀 野球拳の詩 安藤有里・美里真理・憂木瞳・藤谷しおり・藤田リナ 他 全16名（1995年1月31日、日本物産、PCエンジンスーパーCDソフト）